# Thébai sírok listája

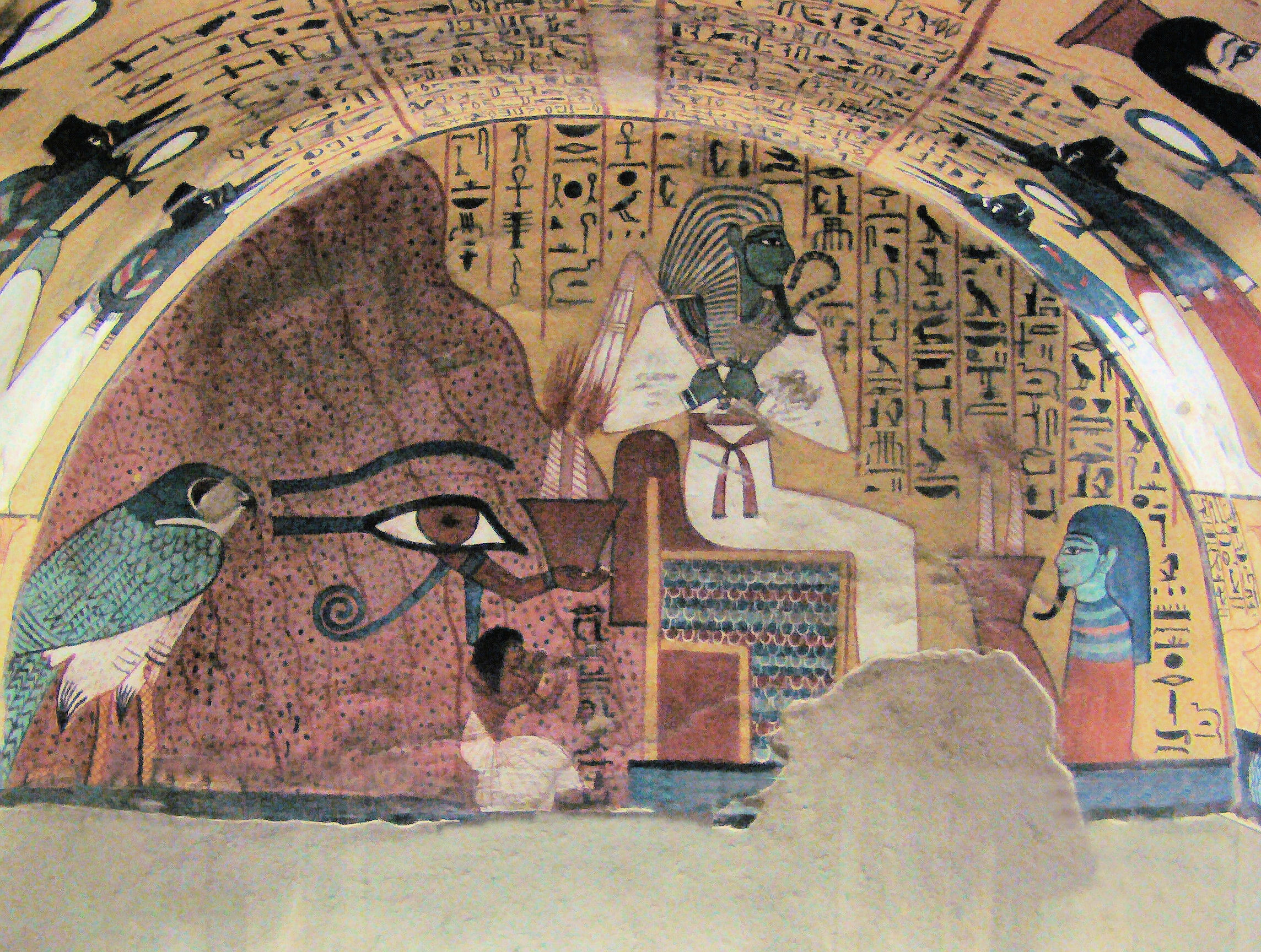
TT3: Pasedu sírja

A thébai nekropolisz a Nílus nyugati partján található, Luxorral szemközt. Itt főként a királyi udvarban szolgáló befolyásos emberek sírjai találhatóak. Legalább 415 katalogizált sír található itt, számukat a TT (Theban Tomb, thébai sír) jelzés előzi meg. Vannak más sírok is, amelyek nincsenek beszámozva vagy helyük már feledésbe merült felfedezésük óta.

## TT-sorozat

### TT1–TT100
| Jelzés | Tulajdonos                                | Tulajdonos címe                                         | Hely              | Fáraó/dinasztia              |
| ------ | ----------------------------------------- | ------------------------------------------------------- | ----------------- | ---------------------------- |
| TT1    | Szennedzsem                               | Az Igazság helyének szolgálója                          | Dejr el-Medina    | XIX. din. eleje              |
| TT2    | Habehnet                                  | Az Igazság Helyének szolgálója                          | Dejr el-Medina    |                              |
| TT3    | Pasedu                                    | Az Igazság Helyének szolgálója                          | Dejr el-Medina    |                              |
| TT4    | Ken                                       | Ámon szobrásza                                          | Dejr el-Medina    |                              |
| TT5    | Noferabet                                 | Az Igazság Helyének szolgálója                          | Dejr el-Medina    |                              |
| TT6    | Nebnofer vagy Noferhotep                  | Munkavezető                                             | Dejr el-Medina    |                              |
| TT7    | Ramosze                                   | Az Igazság Helyének írnoka                              | Dejr el-Medina    |                              |
| TT8    | Kha                                       | A Nagy Hely elöljárója                                  | Dejr el-Medina    | II. Amenhotep                |
| TT9    | Amenmosze                                 | Az Igazság Helyének szolgálója                          | Dejr el-Medina    |                              |
| TT10   | Kasza/Penbui                              | Az Igazság Helyének szolgálója                          | Dejr el-Medina    |                              |
| TT11   | Dzsehuti                                  | A kincstár és a munkálatok felügyelője                  | Dirá Abu el-Naga  | XVIII. dinasztia             |
| TT12   | Heri                                      | Ahhotep királyné magtárának felügyelője                 | Dirá Abu el-Naga  | XVII. din. vége              |
| TT13   | Suroj                                     | Ámon parázstartó-hordozóinak felügyelője                | Dirá Abu el-Naga  | XX. dinasztia                |
| TT14   | Hui                                       | Amenhotep, Ámon képmásának papja                        | Dirá Abu el-Naga  |                              |
| TT15   | Tetiki                                    | Théba polgármestere                                     | Dirá Abu el-Naga  | XVIII. dinasztia             |
| TT16   | Paneheszi                                 | Az előudvar Amenhotepjének prófétája                    | Dirá Abu el-Naga  | XX. dinasztia                |
| TT17   | Nebamon                                   | A király írnoka és orvosa                               | Dirá Abu el-Naga  | XVIII. dinasztia             |
| TT18   | Baki                                      | Ámon aranyainak fő mérője                               | Dirá Abu el-Naga  |                              |
| TT19   | Amenmosze                                 | Az előudvar Amenhotepjének főpapja                      | Dirá Abu el-Naga  | XX. dinasztia                |
| TT20   | Montuherhopsef                            | Buszirisz polgármestere                                 | Dirá Abu el-Naga  |                              |
| TT21   | Uszer                                     | I. Thotmesz írnoka és háznagya                          | Sejh Abd el-Kurna | I. Thotmesz                  |
| TT22   | Meriamon/Uah                              | Királyi inas / A király elsőszülöttje                   | Sejh Abd el-Kurna | XVIII. dinasztia             |
| TT23   | Tjai (To)                                 | A királyi küldöttek írnoka                              | Sejh Abd el-Kurna | Merenptah                    |
| TT24   | Nebamon                                   | Nebtu királyné háznagya                                 | Sejh Abd el-Kurna | III. Thotmesz                |
| TT25   | Amenemheb                                 | Honszu főpapja                                          | El-Asszaszif      |                              |
| TT26   | Hnumemheb                                 | A Ramesszeum kincstárának elöljárója                    | El-Asszaszif      |                              |
| TT27   | Sesonk                                    | Anhnesznoferibré hercegnő fő háznagya                   | El-Asszaszif      | XXVI. dinasztia              |
| TT28   | Hori                                      | Ámon birtokának tisztségviselője                        | El-Asszaszif      |                              |
| TT29   | Amenemopet Pairi                          | Vezír, Théba kormányzója                                | Sejh Abd el-Kurna |                              |
| TT30   | ismeretlen, később Honszumosze elfoglalta |                                                         | Sejh Abd el-Kurna | III. Ramszesz                |
| TT31   | Honszu                                    | III. Thotmesz főpapja                                   | Sejh Abd el-Kurna | XX. din. eleje               |
| TT32   | Thotmesz (Dzsehutimesz)                   | Ámon fő háznagya                                        | El-Asszaszif      | XIX. dinasztia, II. Ramszesz |
| TT33   | Pediamenopet                              | Próféta és fő felolvasópap                              | El-Asszaszif      | XXVI. dinasztia              |
| TT34   | Montuemhat                                | Ámon negyedik prófétája, Théba polgármestere            | El-Asszaszif      | XXV. dinasztia               |
| TT35   | Bakenhonszu                               | Ámon főpapja                                            | El-Asszaszif      | XX. dinasztia                |
| TT36   | Ibi                                       | Az isten imádójának fő háznagya                         | El-Asszaszif      | XXVI. dinasztia              |
| TT37   | Harwa                                     | Az isteni feleség fő háznagya                           | El-Asszaszif      | XXVI. dinasztia              |
| TT38   | Dzseszerkarészeneb                        | Írnok, Ámon magtárának számlálója                       | Sejh Abd el-Kurna |                              |
| TT39   | Puimré                                    | Ámon második prófétája                                  | El-Khokha         | III. Thotmesz                |
| TT40   | Amenhotep (Hui)                           | Kús alkirálya                                           | Qurnet Murai      |                              |
| TT41   | Amenemopet (Ipi)                          | Ámon fő thébai háznagya                                 | Sejh Abd el-Kurna |                              |
| TT42   | Amenmosze                                 | A csapatok kapitánya, a király helytartója Retjenuban   | Sejh Abd el-Kurna |                              |
| TT43   | Neferronpet                               | A király konyhájának felügyelője                        | Sejh Abd el-Kurna |                              |
| TT44   | Amenemheb                                 | Pap Ámon előtt                                          | Sejh Abd el-Kurna |                              |
| TT45   | Thiut/Tutemheb                            | Mei Ámon-főpap háznagya / Ámon birtokának fő takácsa    | Sejh Abd el-Kurna |                              |
| TT46   | Ramosze                                   | Ámon birtokának háznagya és elöljárója                  | Sejh Abd el-Kurna |                              |
| TT47   | Uszerhat                                  | A királyi hárem felügyelője                             | El-Asszaszif      |                              |
| TT48   | Amenemhat (Szurer)                        | Fő háznagy                                              | El-Khokha         | III. Amenhotep               |
| TT49   | Noferhotep                                | Ámon fő írnoka                                          | El-Khokha         | XIX. dinasztia               |
| TT50   | Noferhotep                                | Ámon-Ré isteni atyja                                    | El-Asszaszif      | XIX. din. vége               |
| TT51   | Uszerhat                                  | I. Thotmesz főpapja                                     | Sejh Abd el-Kurna | XIX. din. eleje              |
| TT52   | Naht                                      | Írnok, Ámon csillagásza                                 | Sejh Abd el-Kurna |                              |
| TT53   | Amenemhat                                 | Ámon közbenjárója                                       | Sejh Abd el-Kurna |                              |
| TT54   | Hui/Kenro                                 | Ámon szobrásza, Honszu papja                            | Sejh Abd el-Kurna |                              |
| TT55   | Ramosze                                   | Vezír, Théba kormányzója                                | Sejh Abd el-Kurna | Ehnaton                      |
| TT56   | Uszerhat                                  | Királyi írnok, a Kap növendéke                          | Sejh Abd el-Kurna |                              |
| TT57   | Haemhat                                   | Királyi írnok, a királyi magtárak felügyelője           | Sejh Abd el-Kurna | III. Amenhotep               |
| TT58   | Ismeretlen                                |                                                         | Sejh Abd el-Kurna |                              |
| TT59   | Ken                                       | Mutnak, az iseru úrnőjének főpapja                      | Sejh Abd el-Kurna |                              |
| TT60   | Szenet                                    | Intefikernek, I. Szenuszert vezírjének rokona           | Sejh Abd el-Kurna | I. Szenuszert                |
| TT61   | Amonuszer (Uszer)                         | Vezír, Théba kormányzója                                | Sejh Abd el-Kurna |                              |
| TT62   | Amenemweszkhet                            | A ruhatár felügyelője                                   | Sejh Abd el-Kurna |                              |
| TT63   | Szobekhotep                               | Pecsétőr                                                | Sejh Abd el-Kurna | IV. Thotmesz                 |
| TT64   | Hekaerneheh                               | A királyfi tanítója                                     | Sejh Abd el-Kurna |                              |
| TT65   | Imiszeba/Nebamon                          | Az oltár elöljárója / A királyi feljegyzések írnoka     | Sejh Abd el-Kurna |                              |
| TT66   | Hapu                                      | Vezír                                                   | Sejh Abd el-Kurna |                              |
| TT67   | Hapuszeneb                                | Ámon főpapja                                            | Sejh Abd el-Kurna |                              |
| TT68   | Eszpaneferhór vagy Penrénhnum             | Ámon prófétája                                          | Sejh Abd el-Kurna |                              |
| TT69   | Menna                                     | A király földjeinek írnoka                              | Sejh Abd el-Kurna |                              |
| TT70   | Amenmosze                                 | Ámon kézműveseinek felügyelője                          | Sejh Abd el-Kurna |                              |
| TT71   | Szenenmut (nem használt)                  | Fő háznagy, Ámon háznagya                               | Sejh Abd el-Kurna | XVIII. dinasztia             |
| TT72   | Ré                                        | Ámon főpapja                                            | Sejh Abd el-Kurna |                              |
| TT73   | Amenhotep                                 | Fő háznagy                                              | Sejh Abd el-Kurna |                              |
| TT74   | Tjanuni                                   | Királyi írnok, a katonák parancsnoka                    | Sejh Abd el-Kurna |                              |
| TT75   | Amenhotep-sziésze                         | Ámon második prófétája                                  | Sejh Abd el-Kurna |                              |
| TT76   | Thenuna                                   | Legyezőhordozó a király jobbján                         | Sejh Abd el-Kurna |                              |
| TT77   | Ptahemhat vagy Roj                        | A király zászlóvivője                                   | Sejh Abd el-Kurna |                              |
| TT78   | Horemheb                                  | A szent jószágok felügyelője, az íjászok parancsnoka    | Sejh Abd el-Kurna |                              |
| TT79   | Menheper(részeneb)                        | A király magtárainak írnoka                             | Sejh Abd el-Kurna |                              |
| TT80   | Tutnofer                                  | Herceg, a kincstár írnoka                               | Sejh Abd el-Kurna |                              |
| TT81   | Ineni                                     | I. Thotmesz építésze                                    | Sejh Abd el-Kurna | I. Thotmesz                  |
| TT82   | Amenemhat                                 | A magtár írnoka                                         | Sejh Abd el-Kurna |                              |
| TT83   | Amethu (Jahmesz)                          | Vezír                                                   | Sejh Abd el-Kurna |                              |
| TT84   | Amenedzseh (Meri)                         | Herceg, fő királyi hírnök, a palota háznagya            | Sejh Abd el-Kurna | XVIII. dinasztia             |
| TT85   | Amenemheb (Mahu)                          | Örökös herceg, királyi feljegyző                        | Sejh Abd el-Kurna | XVIII. dinasztia             |
| TT86   | Menheperrészeneb                          | Ámon főpapja                                            | Sejh Abd el-Kurna | XVIII. dinasztia             |
| TT87   | Minnaht                                   | A magtárak elöljárója                                   | Sejh Abd el-Kurna |                              |
| TT88   | Pehszuher (Thenenu)                       | Örökös herceg, királyi feljegyző, a király zászlóvivője | Sejh Abd el-Kurna | XVIII. dinasztia             |
| TT89   | Amenmosze                                 | A déli város háznagya                                   | Sejh Abd el-Kurna | XVIII. dinasztia             |
| TT90   | Nebamon                                   |                                                         | Sejh Abd el-Kurna |                              |
| TT91   | Meri                                      |                                                         | Sejh Abd el-Kurna |                              |
| TT92   | Szuemnut                                  |                                                         | Sejh Abd el-Kurna |                              |
| TT93   | Kenamon                                   |                                                         | Sejh Abd el-Kurna |                              |
| TT94   | Ami (Ramosze)                             |                                                         | Sejh Abd el-Kurna |                              |
| TT95   | Meri                                      |                                                         | Sejh Abd el-Kurna |                              |
| TT96   | Szennofer                                 | Théba polgármestere                                     | Sejh Abd el-Kurna |                              |
| TT97   | Amenemhat                                 |                                                         | Sejh Abd el-Kurna |                              |
| TT98   | Kaemheribszen                             |                                                         | Sejh Abd el-Kurna |                              |
| TT99   | Szennoferi                                | A pecséthordozók elöljárója                             | Sejh Abd el-Kurna | XVIII. dinasztia             |
| TT100  | Rehmiré                                   | Vezír                                                   | Sejh Abd el-Kurna | XVIII. dinasztia             |

### TT101–TT200
| Jelzés | Tulajdonos                           | Tulajdonos címe                                                                              | Hely              | Fáraó/dinasztia  |
| ------ | ------------------------------------ | -------------------------------------------------------------------------------------------- | ----------------- | ---------------- |
| TT101  | Thanuro                              | Királyi pohárnok                                                                             | Sejh Abd el-Kurna | II. Amenhotep    |
| TT102  | Imhotep                              | Királyi írnok, a Kap gyermeke                                                                | Sejh Abd el-Kurna | III. Amenhotep   |
| TT103  | Dagi                                 | A város kormányzója, vezír                                                                   | Sejh Abd el-Kurna | XI. dinasztia    |
| TT104  | Tutnofer                             | A kincstár felügyelője                                                                       | Sejh Abd el-Kurna | II. Amenhotep    |
| TT105  | Haemopet                             | Ámon zászlajának papja                                                                       | Sejh Abd el-Kurna | XIX. dinasztia   |
| TT106  | Paszer                               | Vezír, Ámon főpapja                                                                          | Sejh Abd el-Kurna | XIX. dinasztia   |
| TT107  | Noferszeheru                         | Királyi írnok a Malkata-palotában                                                            | Sejh Abd el-Kurna | XVIII. dinasztia |
| TT108  | Nebszeni                             |                                                                                              | Sejh Abd el-Kurna |                  |
| TT109  | Min                                  |                                                                                              | Sejh Abd el-Kurna |                  |
| TT110  | Thotmesz                             |                                                                                              | Sejh Abd el-Kurna |                  |
| TT111  | Amonwahszu                           |                                                                                              | Sejh Abd el-Kurna | XIX. dinasztia   |
| TT112  | Asefitemwaszet vagy Menheperrészeneb |                                                                                              | Sejh Abd el-Kurna |                  |
| TT113  | Kinebu                               |                                                                                              | Sejh Abd el-Kurna |                  |
| TT114  | Ismeretlen                           |                                                                                              | Sejh Abd el-Kurna |                  |
| TT115  | Ismeretlen                           |                                                                                              | Sejh Abd el-Kurna |                  |
| TT116  | Ismeretlen                           |                                                                                              | Sejh Abd el-Kurna |                  |
| TT117  | Dzsedmutefanh                        |                                                                                              | Sejh Abd el-Kurna |                  |
| TT118  | Amenmosze                            |                                                                                              | Sejh Abd el-Kurna |                  |
| TT119  | Ismeretlen                           |                                                                                              | Sejh Abd el-Kurna |                  |
| TT120  | Anen                                 | Ámon második prófétája, Ré főpapja                                                           | Sejh Abd el-Kurna | III. Amenhotep   |
| TT121  | Jahmesz                              |                                                                                              | Sejh Abd el-Kurna |                  |
| TT122  | Amenemhat                            |                                                                                              | Sejh Abd el-Kurna |                  |
| TT123  | Amenemhat                            |                                                                                              | Sejh Abd el-Kurna |                  |
| TT124  | Rai                                  |                                                                                              | Sejh Abd el-Kurna |                  |
| TT125  | Duauneheh                            |                                                                                              | Sejh Abd el-Kurna |                  |
| TT126  | Hormosze                             |                                                                                              | Sejh Abd el-Kurna |                  |
| TT127  | Szememiah                            |                                                                                              | Sejh Abd el-Kurna |                  |
| TT128  | Pathenfi                             |                                                                                              | Sejh Abd el-Kurna |                  |
| TT129  | Ismeretlen                           |                                                                                              | Sejh Abd el-Kurna |                  |
| TT130  | Mai                                  |                                                                                              | Sejh Abd el-Kurna |                  |
| TT131  | Uszeramon (Uszer)                    | III. Thotmesz vezírje                                                                        | Sejh Abd el-Kurna | XVIII. dinasztia |
| TT132  | Ramosze                              |                                                                                              | Sejh Abd el-Kurna | Taharka          |
| TT133  | Neferronpet                          |                                                                                              | Sejh Abd el-Kurna |                  |
| TT134  | Thauenani (Ani)                      |                                                                                              | Sejh Abd el-Kurna |                  |
| TT135  | Bakenamon                            |                                                                                              | Sejh Abd el-Kurna |                  |
| TT136  | Ismeretlen                           | Királyi írnok                                                                                | Sejh Abd el-Kurna |                  |
| TT137  | Mosze                                |                                                                                              | Sejh Abd el-Kurna |                  |
| TT138  | Nedzsemger                           |                                                                                              | Sejh Abd el-Kurna |                  |
| TT139  | Pairi                                |                                                                                              | Sejh Abd el-Kurna |                  |
| TT140  | Kefia (Neferronpet)                  |                                                                                              | Dirá Abu el-Naga  | XVIII. dinasztia |
| TT141  | Bakenhonszu                          |                                                                                              | Dirá Abu el-Naga  |                  |
| TT142  | Szamut                               |                                                                                              | Dirá Abu el-Naga  |                  |
| TT143  | Ismeretlen                           |                                                                                              | Dirá Abu el-Naga  |                  |
| TT144  | Nu                                   |                                                                                              | Dirá Abu el-Naga  |                  |
| TT145  | Nebamon                              |                                                                                              | Dirá Abu el-Naga  |                  |
| TT146  | Nebamon                              |                                                                                              | Dirá Abu el-Naga  |                  |
| TT147  | Hebi/Ismeretlen                      | Írnok, aki Ámon jószágát számlálja Felső- és Alsó-Egyiptomban / A karnaki kapu fő elöljárója | Dirá Abu el-Naga  |                  |
| TT148  | Amenemopet                           |                                                                                              | Dirá Abu el-Naga  |                  |
| TT149  | Amenmosze                            |                                                                                              | Dirá Abu el-Naga  |                  |
| TT150  | Uszerhat                             |                                                                                              | Dirá Abu el-Naga  |                  |
| TT151  | Heti                                 |                                                                                              | Dirá Abu el-Naga  |                  |
| TT152  | Ismeretlen                           |                                                                                              | Dirá Abu el-Naga  |                  |
| TT153  | Ismeretlen                           |                                                                                              | Dirá Abu el-Naga  |                  |
| TT154  | Tati                                 |                                                                                              | Dirá Abu el-Naga  | XVIII. dinasztia |
| TT155  | Intef                                |                                                                                              | Dirá Abu el-Naga  | XVIII. dinasztia |
| TT156  | Penneszuttaui                        |                                                                                              | Dirá Abu el-Naga  |                  |
| TT157  | Nebwenenef                           | Ámon főpapja                                                                                 | Dirá Abu el-Naga  | II. Ramszesz     |
| TT158  | Thonefer                             |                                                                                              | Dirá Abu el-Naga  | XX. dinasztia    |
| TT159  | Raia                                 |                                                                                              | Dirá Abu el-Naga  | XX. dinasztia    |
| TT160  | Beszenmut                            |                                                                                              | Dirá Abu el-Naga  |                  |
| TT161  | Naht                                 |                                                                                              | Dirá Abu el-Naga  |                  |
| TT162  | Kenamon                              |                                                                                              | Dirá Abu el-Naga  |                  |
| TT163  | Amenemhat                            |                                                                                              | Dirá Abu el-Naga  |                  |
| TT164  | Intef                                |                                                                                              | Dirá Abu el-Naga  |                  |
| TT165  | Nehemaui                             |                                                                                              | Dirá Abu el-Naga  | XVIII. dinasztia |
| TT166  | Ramosze                              |                                                                                              | Dirá Abu el-Naga  | XX. dinasztia    |
| TT167  | Ismeretlen                           |                                                                                              | Dirá Abu el-Naga  |                  |
| TT168  | Ani                                  |                                                                                              | Dirá Abu el-Naga  |                  |
| TT169  | Szenna                               |                                                                                              | Dirá Abu el-Naga  |                  |
| TT170  | Nebmehit                             |                                                                                              | Sejh Abd el-Kurna |                  |
| TT171  | Ismeretlen                           |                                                                                              | Sejh Abd el-Kurna |                  |
| TT172  | Mentiiwi                             |                                                                                              | El-Khokha         |                  |
| TT173  | Hai                                  |                                                                                              | El-Khokha         |                  |
| TT174  | Ismeretlen                           |                                                                                              | El-Khokha         |                  |
| TT175  | Ismeretlen                           |                                                                                              | El-Khokha         |                  |
| TT176  | Amonuszerhat                         |                                                                                              | El-Khokha         |                  |
| TT177  | Amenemopet                           |                                                                                              | El-Khokha         |                  |
| TT178  | Kenro (Neferronpet)                  |                                                                                              | El-Khokha         | II. Ramszesz     |
| TT179  | Nebamon                              |                                                                                              | El-Khokha         |                  |
| TT180  | Ismeretlen                           |                                                                                              | El-Khokha         |                  |
| TT181  | Ipuki vagy Nebamon                   |                                                                                              | El-Khokha         | XVIII. din. vége |
| TT182  | Amenemhat                            |                                                                                              | El-Khokha         |                  |
| TT183  | Nebszumenu                           |                                                                                              | El-Khokha         |                  |
| TT184  | Nofermenu                            |                                                                                              | El-Khokha         |                  |
| TT185  | Szenioker                            | Az isten kincstárnoka                                                                        | El-Khokha         |                  |
| TT186  | Ihi                                  | Kormányzó                                                                                    | El-Khokha         | Első átm. kor    |
| TT187  | Pahihet                              |                                                                                              | El-Khokha         |                  |
| TT188  | Parennefer                           |                                                                                              | El-Asszaszif      | Ehnaton          |
| TT189  | Nahtdzsehuti                         |                                                                                              | El-Asszaszif      |                  |
| TT190  | Eszbanebded                          |                                                                                              | El-Asszaszif      |                  |
| TT191  | Uahibrénebpehti                      |                                                                                              | El-Asszaszif      |                  |
| TT192  | Heruef (Szenaa)                      | Tije nagy királyi hitves háznagya                                                            | El-Asszaszif      | XVIII. dinasztia |
| TT193  | Ptahemheb                            |                                                                                              | El-Asszaszif      |                  |
| TT194  | Tutemheb                             |                                                                                              | El-Asszaszif      |                  |
| TT195  | Bakenamon                            |                                                                                              | El-Asszaszif      |                  |
| TT196  | Padihórresznet                       |                                                                                              | El-Asszaszif      |                  |
| TT197  | Padineith                            |                                                                                              | El-Asszaszif      |                  |
| TT198  | Rija                                 |                                                                                              | El-Khokha         |                  |
| TT199  | Amenarnoferu                         |                                                                                              | El-Khokha         |                  |
| TT200  | Dedi                                 |                                                                                              | El-Khokha         |                  |

### TT201–TT300
| Jelzés | Tulajdonos                         | Tulajdonos címe                  | Hely              | Fáraó/dinasztia  |
| ------ | ---------------------------------- | -------------------------------- | ----------------- | ---------------- |
| TT201  | Ré                                 |                                  | El-Khokha         |                  |
| TT202  | Nahtamon                           |                                  | El-Khokha         |                  |
| TT203  | Wennefer                           |                                  | El-Khokha         |                  |
| TT204  | Nebanenszu                         |                                  | El-Khokha         |                  |
| TT205  | Thotmesz                           |                                  | El-Khokha         |                  |
| TT206  | Ipuemheb                           |                                  | El-Khokha         |                  |
| TT207  | Horemheb                           |                                  | El-Khokha         |                  |
| TT208  | Roma                               |                                  | El-Khokha         |                  |
| TT209  | Szeremhatrehit                     |                                  | El-Khokha         |                  |
| TT210  | Raweben                            |                                  | Dejr el-Medina    |                  |
| TT211  | Paneb                              |                                  | Dejr el-Medina    |                  |
| TT212  | Ramosze                            |                                  | Dejr el-Medina    |                  |
| TT213  | Penamon                            |                                  | Dejr el-Medina    |                  |
| TT214  | Haui                               |                                  | Dejr el-Medina    |                  |
| TT215  | Amenemopet                         |                                  | Dejr el-Medina    |                  |
| TT216  | Noferhotep                         |                                  | Dejr el-Medina    |                  |
| TT217  | Ipui                               |                                  | Dejr el-Medina    | II. Ramszesz     |
| TT218  | Amonnaht és Iimwai                 |                                  | Dejr el-Medina    |                  |
| TT219  | Nebenmaat                          |                                  | Dejr el-Medina    |                  |
| TT220  | Haemteri                           |                                  | Dejr el-Medina    |                  |
| TT221  | Horimin                            |                                  | Qurnet Murai      |                  |
| TT222  | Hekaemmaatrénaht (Turo)            |                                  | Qurnet Murai      |                  |
| TT223  | Karahamon                          |                                  | Qurnet Murai      |                  |
| TT224  | Jahmesz (Humai)                    |                                  | Sejh Abd el-Kurna |                  |
| TT225  | Ismeretlen                         | Hathor főpapja                   | Sejh Abd el-Kurna |                  |
| TT226  | Ismeretlen                         | Királyi írnok                    | Sejh Abd el-Kurna |                  |
| TT227  | Ismeretlen                         |                                  | Sejh Abd el-Kurna |                  |
| TT228  | Amenmosze                          |                                  | Sejh Abd el-Kurna |                  |
| TT229  | Ismeretlen                         |                                  | Sejh Abd el-Kurna |                  |
| TT230  | Men                                |                                  | Sejh Abd el-Kurna |                  |
| TT231  | Nebamon                            |                                  | Dirá Abu el-Naga  |                  |
| TT232  | Tarwasz                            |                                  | Dirá Abu el-Naga  |                  |
| TT233  | Szaroi és Amenhotep                |                                  | Dirá Abu el-Naga  |                  |
| TT234  | Roi                                |                                  | Dirá Abu el-Naga  |                  |
| TT235  | Uszerhat                           |                                  | Qurnet Murai      |                  |
| TT236  | Hornaht                            |                                  | Dirá Abu el-Naga  |                  |
| TT237  | Wennofer                           |                                  | Dirá Abu el-Naga  |                  |
| TT238  | Noferweben                         |                                  | El-Khokha         |                  |
| TT239  | Penhet                             |                                  | Dirá Abu el-Naga  |                  |
| TT240  | Meru                               |                                  | El-Asszaszif      |                  |
| TT241  | Jahmesz                            |                                  | Dirá Abu el-Naga  |                  |
| TT242  | Uahibré                            |                                  | El-Asszaszif      |                  |
| TT243  | Pemu                               |                                  | El-Asszaszif      |                  |
| TT244  | Paharu                             |                                  | El-Asszaszif      |                  |
| TT245  | Hori                               |                                  | El-Khokha         |                  |
| TT246  | Szenenré                           |                                  | El-Khokha         |                  |
| TT247  | Szamut                             |                                  | El-Khokha         |                  |
| TT248  | Thotmesz                           |                                  | El-Khokha         |                  |
| TT249  | Neferronpet                        |                                  | Sejh Abd el-Kurna |                  |
| TT250  | Ramosze                            |                                  | Dejr el-Medina    |                  |
| TT251  | Amenmosze                          |                                  | Sejh Abd el-Kurna |                  |
| TT252  | Szenimen                           |                                  | Sejh Abd el-Kurna |                  |
| TT253  | Hnummosze                          |                                  | El-Khokha         | III. Amenhotep   |
| TT254  | Mosze (Amenmosze)                  |                                  | El-Khokha         | XVIII. din. vége |
| TT255  | Roi                                | Királyi írnok                    | Dirá Abu el-Naga  | XVIII. din. vége |
| TT256  | Nebenkemet                         |                                  | El-Khokha         |                  |
| TT257  | Mahu vagy Noferhotep               |                                  | El-Khokha         |                  |
| TT258  | Menheper                           |                                  | El-Khokha         |                  |
| TT259  | Hori                               |                                  | Sejh Abd el-Kurna |                  |
| TT260  | Uszer                              |                                  | Dirá Abu el-Naga  | XVIII. dinasztia |
| TT261  | Haemuaszet                         |                                  | Dirá Abu el-Naga  |                  |
| TT262  | Ismeretlen                         |                                  | Dirá Abu el-Naga  |                  |
| TT263  | Piai                               |                                  | Sejh Abd el-Kurna |                  |
| TT264  | Ipi                                |                                  | El-Khokha         |                  |
| TT265  | Amenemopet                         |                                  | Dejr el-Medina    |                  |
| TT266  | Amonnaht                           |                                  | Dejr el-Medina    |                  |
| TT267  | Hai                                |                                  | Dejr el-Medina    |                  |
| TT268  | Nebnaht                            |                                  | Dejr el-Medina    |                  |
| TT269  | Ismeretlen                         |                                  | Sejh Abd el-Kurna |                  |
| TT270  | Amonemwia                          |                                  | Qurnet Murai      |                  |
| TT271  | Nai                                |                                  | Qurnet Murai      |                  |
| TT272  | Haemopet                           |                                  | Qurnet Murai      |                  |
| TT273  | Szaiemitef                         |                                  | Qurnet Murai      |                  |
| TT274  | Amonwahszu                         |                                  | Qurnet Murai      |                  |
| TT275  | Szobekmosze                        |                                  | Qurnet Murai      |                  |
| TT276  | Amenemopet                         |                                  | Qurnet Murai      |                  |
| TT277  | Ameneminet                         |                                  | Qurnet Murai      | XIX. dinasztia   |
| TT278  | Amenemheb                          |                                  | Qurnet Murai      |                  |
| TT279  | Pabasza                            | I. Nitókrisz főpapnő fő háznagya | El-Asszaszif      |                  |
| TT280  | Intef vagy Meketré                 |                                  | Sejh Abd el-Kurna |                  |
| TT281  | Montuhotep Szanhkaré               |                                  | Dirá Abu el-Naga  |                  |
| TT282  | Anhernaht                          | Kús alkirálya                    | Dirá Abu el-Naga  | XIX. dinasztia   |
| TT283  | Roma (Roi)                         |                                  | Dirá Abu el-Naga  |                  |
| TT284  | Pahemnetjer                        |                                  | Dirá Abu el-Naga  |                  |
| TT285  | Ini                                |                                  | Dirá Abu el-Naga  |                  |
| TT286  | Niai                               |                                  | Dirá Abu el-Naga  |                  |
| TT287  | Pendua                             |                                  | Dirá Abu el-Naga  |                  |
| TT288  | Bakenhonszu                        |                                  | Dirá Abu el-Naga  |                  |
| TT289  | Szétau                             | Kús alkirálya                    | Dirá Abu el-Naga  |                  |
| TT290  | Irinofer                           |                                  | Dejr el-Medina    |                  |
| TT291  | Nahtmin vagy Nu                    |                                  | Dejr el-Medina    |                  |
| TT292  | Pasedu                             |                                  | Dejr el-Medina    |                  |
| TT293  | Ramesszenaht                       |                                  | Dirá Abu el-Naga  |                  |
| TT294  | Amenhotep (később Roma elfoglalta) |                                  | El-Khokha         | II. Amenhotep    |
| TT295  | Paroi (Thotmesz)                   |                                  | El-Khokha         |                  |
| TT296  | Neferszeheru vagy Pabasza          |                                  | El-Khokha         |                  |
| TT297  | Amenemopet (Dzsehutinofer)         |                                  | El-Asszaszif      |                  |
| TT298  | Baki vagy Wennofer                 |                                  | Dejr el-Medina    |                  |
| TT299  | Inherkau                           | Az Igazság Helyének elöljárója   | Dejr el-Medina    |                  |
| TT300  | Anhotep                            | Kús alkirálya                    | Dirá Abu el-Naga  |                  |

### TT301–TT400
| Jelzés | Tulajdonos                  | Tulajdonos címe                                                                     | Hely              | Fáraó/dinasztia  |
| ------ | --------------------------- | ----------------------------------------------------------------------------------- | ----------------- | ---------------- |
| TT301  | Hori                        |                                                                                     | Dirá Abu el-Naga  |                  |
| TT302  | Paréemheb                   |                                                                                     | Dirá Abu el-Naga  |                  |
| TT303  | Paszer                      |                                                                                     | Dirá Abu el-Naga  |                  |
| TT304  | Piai                        |                                                                                     | Dirá Abu el-Naga  |                  |
| TT305  | Paszer                      |                                                                                     | Dirá Abu el-Naga  |                  |
| TT306  | Irdzsanen                   |                                                                                     | Dirá Abu el-Naga  |                  |
| TT307  | Thonefer                    |                                                                                     | Dirá Abu el-Naga  |                  |
| TT308  | Kemszit                     | Királyné, Hathor főpapnője                                                          | Dejr el-Bahari    | XI. dinasztia    |
| TT309  | Ismeretlen                  |                                                                                     | Sejh Abd el-Kurna |                  |
| TT310  | Ismeretlen                  |                                                                                     | Dejr el-Bahari    |                  |
| TT311  | Heti                        |                                                                                     | Dejr el-Bahari    |                  |
| TT312  | Eszpekasuti                 |                                                                                     | Dejr el-Bahari    |                  |
| TT313  | Henenu                      |                                                                                     | Dejr el-Bahari    |                  |
| TT314  | Horhotep                    |                                                                                     | Dejr el-Bahari    |                  |
| TT315  | Ipi                         |                                                                                     | Dejr el-Bahari    |                  |
| TT316  | Noferhotep                  |                                                                                     | Dejr el-Bahari    |                  |
| TT317  | Tutnofer                    |                                                                                     | Sejh Abd el-Kurna |                  |
| TT318  | Amenmosze                   |                                                                                     | Sejh Abd el-Kurna |                  |
| TT319  | II. Noferu                  | Hercegnő, királyné                                                                  | Dejr el-Bahari    | XI. dinasztia    |
| TT320  | Dejr el-Bahari-i rejtekhely | (több múmia)                                                                        | Dejr el-Bahari    |                  |
| TT321  | Haemopet                    |                                                                                     | Dejr el-Medina    |                  |
| TT322  | Pensenabu                   |                                                                                     | Dejr el-Medina    |                  |
| TT323  | Pasedu                      |                                                                                     | Dejr el-Medina    |                  |
| TT324  | Hatiai                      |                                                                                     | Sejh Abd el-Kurna |                  |
| TT325  | Szimen                      |                                                                                     | Dejr el-Medina    |                  |
| TT326  | Pasedu                      |                                                                                     | Dejr el-Medina    |                  |
| TT327  | Turobai                     |                                                                                     | Dejr el-Medina    |                  |
| TT328  | Hai                         |                                                                                     | Dejr el-Medina    |                  |
| TT329  | Mosze és Ipi                |                                                                                     | Dejr el-Medina    |                  |
| TT330  | Karo                        |                                                                                     | Dejr el-Medina    |                  |
| TT331  | Penne (Szunero)             |                                                                                     | Sejh Abd el-Kurna |                  |
| TT332  | Penrenutet                  |                                                                                     | Dirá Abu el-Naga  |                  |
| TT333  | Ismeretlen                  |                                                                                     | Dirá Abu el-Naga  |                  |
| TT334  | Ismeretlen                  |                                                                                     | Dirá Abu el-Naga  |                  |
| TT335  | Nahtamon                    |                                                                                     | Dejr el-Medina    |                  |
| TT336  | Neferronpet                 |                                                                                     | Dejr el-Medina    |                  |
| TT337  | Eszhonsz vagy Ken           | Az Igazság Helyének szobrásza                                                       | Dejr el-Medina    |                  |
| TT338  | Mai                         | Ámon építésze                                                                       | Dejr el-Medina    |                  |
| TT339  | Hui vagy Pasedu             | A nekropolisz kőművese, az Igazság Helyének szolgálója                              | Dejr el-Medina    | Ramesszida kor   |
| TT340  | Amenemhat                   | Szolga                                                                              | Dejr el-Medina    |                  |
| TT341  | Nahtamon                    | A Ramesszeum oltárának elöljárója                                                   | Sejh Abd el-Kurna | XIX. dinasztia   |
| TT342  | Thotmesz                    | Első királyi hírnök                                                                 | Sejh Abd el-Kurna |                  |
| TT343  | Benia                       | A Kap gyermeke, a munkálatok felügyelője                                            | Sejh Abd el-Kurna |                  |
| TT344  | Piai                        | A jószág felügyelője                                                                | Dirá Abu el-Naga  |                  |
| TT345  | Amenhotep                   | Pap, I. Thotmesz legidősebb hercege                                                 | Sejh Abd el-Kurna |                  |
| TT346  | Amenhotep/Penré             | Az isten felesége szolgálóinak felügyelője a palotában / A medzsai főnöke           | Sejh Abd el-Kurna |                  |
| TT347  | Hori                        | Írnok                                                                               | Sejh Abd el-Kurna |                  |
| TT348  | Na'amutnaht                 | Ámon aranyházának ajtónállója, a Ramesszeum főkertésze                              | Sejh Abd el-Kurna | XXII. dinasztia  |
| TT349  | Tjai                        | A madárketrecek felügyelője                                                         | Sejh Abd el-Kurna | XVIII. dinasztia |
| TT350  | Ismeretlen                  | Írnok                                                                               | Sejh Abd el-Kurna | XVIII. dinasztia |
| TT351  | Abau                        | A lovasság írnoka                                                                   | Sejh Abd el-Kurna |                  |
| TT352  | Ismeretlen                  | Ámon magtárának felügyelője                                                         | Sejh Abd el-Kurna | Ramesszida kor   |
| TT353  | Szenenmut                   | Fő háznagy                                                                          | Dejr el-Bahari    | XVIII. dinasztia |
| TT354  | Ismeretlen                  |                                                                                     | Dejr el-Medina    | XVIII. dinasztia |
| TT355  | Amenpahapi                  | Az Igazság Helyének szolgálója                                                      | Dejr el-Medina    | XX. dinasztia    |
| TT356  | Amenemwia                   | Az Igazság Helyének szolgálója                                                      | Dejr el-Medina    | XIX. dinasztia   |
| TT357  | Tutihermaktuf               | Az Igazság Helyének szolgálója                                                      | Dejr el-Medina    | XX. dinasztia    |
| TT358  | Ahmesz-Meritamon            | királyné                                                                            | Dejr el-Bahari    | XVIII. dinasztia |
| TT359  | Inherhau                    | Az Igazság Helyének elöljárója                                                      | Dejr el-Medina    | XX. dinasztia    |
| TT360  | Qeh                         | Az Igazság Helyének elöljárója                                                      | Dejr el-Medina    | XIX. dinasztia   |
| TT361  | Hu                          | Ácsmester az Igazság Helyén                                                         | Dejr el-Medina    | XIX. dinasztia   |
| TT362  | Paaneuwaszet                | Ámon papja                                                                          | El-Khokha         | XIX. dinasztia   |
| TT363  | Paréemheb                   | Ámon énekeseinek felügyelője                                                        | El-Khokha         | XIX. dinasztia   |
| TT364  | Amenemheb                   | Az isteni áldozatok írnoka                                                          | El-Asszaszif      |                  |
| TT365  | Nofermenu                   | Ámon karnaki parókakészítőinek felügyelője, Ámon kincstárának írnoka                | El-Khokha         |                  |
| TT366  | Dzsar                       | Királyi őr a belső palotában                                                        | El-Asszaszif      | XI. dinasztia    |
| TT367  | Paszer                      | Az íjászok parancsnoka, a Kap gyermeke, Őfelsége társa                              | Sejh Abd el-Kurna |                  |
| TT368  | Amenhotep (Hui)             | Ámon thébai szobrászainak felügyelője                                               | Sejh Abd el-Kurna | XVIII. din. vége |
| TT369  | Haemuaszet                  | Ptah főpapja, Ámon harmadik prófétája                                               | El-Khokha         | XIX. dinasztia   |
| TT370  | Ismeretlen                  | Királyi írnok                                                                       | El-Khokha         | Ramesszida kor   |
| TT371  | Ismeretlen                  |                                                                                     | El-Khokha         | Ramesszida kor   |
| TT372  | Amonhau                     | III. Ramszesz temploma ácsainak felügyelője                                         | El-Khokha         | XX. dinasztia    |
| TT373  | Amonmesszu                  | A Két Föld Ura oltárának írnoka                                                     | El-Khokha         |                  |
| TT374  | Amenemopet                  | A Ramesszeum kincstári írnoka                                                       | El-Khokha         |                  |
| TT375  | Ismeretlen                  |                                                                                     | Dirá Abu el-Naga  | Ramesszida kor   |
| TT376  | Ismeretlen                  |                                                                                     | Dirá Abu el-Naga  | XVIII. dinasztia |
| TT377  | Ismeretlen                  |                                                                                     | Dirá Abu el-Naga  | Ramesszida kor   |
| TT378  | Ismeretlen                  |                                                                                     | Dirá Abu el-Naga  | XIX. dinasztia   |
| TT379  | Ismeretlen                  |                                                                                     | Dirá Abu el-Naga  | Ramesszida kor   |
| TT380  | Anhefenréharahti            | Théba főnöke                                                                        | Qurnet Murai      | Ptolemaida kor   |
| TT381  | Ameneminet                  | A király hírnöke minden földre                                                      | Qurnet Murai      |                  |
| TT382  | Uszermontu                  | Montu főpapja                                                                       | Qurnet Murai      |                  |
| TT383  | Merimosze                   | Kús alkirálya                                                                       | Qurnet Murai      | XVIII. dinasztia |
| TT384  | Nebmehit                    | Ámon főpapja a Ramesszeumban                                                        | Sejh Abd el-Kurna |                  |
| TT385  | Hunofer                     | Théba polgármestere, Ámon áldozati magtárának felügyelője                           | Sejh Abd el-Kurna |                  |
| TT386  | Intef                       | A király alsó-egyiptomi kancellárja, a katonák felügyelője                          | El-Asszaszif      | középbirodalom   |
| TT387  | Meriptah                    | A Két Föld Ura oltárának királyi írnoka                                             | El-Asszaszif      |                  |
| TT388  | Ismeretlen                  | [ 20 ]                                                                              | El-Asszaszif      | XXVI. dinasztia  |
| TT389  | Basza                       | Min kamarása, pap, Théba polgármestere                                              | El-Asszaszif      | XXVI. dinasztia  |
| TT390  | Irtirau                     | Írnoknő, I. Nitókrisz főpapnő fő kísérője                                           | El-Asszaszif      | XXVI. dinasztia  |
| TT391  | Karabaszaken                | Honszuemuaszet-Noferhotep prófétája, Ámon negyedik prófétája, a város polgármestere | Sejh Abd el-Kurna | XXV. dinasztia   |
| TT392  | Ismeretlen                  |                                                                                     |                   | XXVI. dinasztia  |
| TT393  | Ismeretlen                  |                                                                                     |                   | XVIII. dinasztia |
| TT394  | Ismeretlen                  |                                                                                     |                   | Ramesszida kor   |
| TT395  | Ismeretlen                  |                                                                                     |                   | Ramesszida kor   |
| TT396  | Ismeretlen                  |                                                                                     |                   | XVIII. dinasztia |
| TT397  | Naht                        | Ámon papja, Ámon raktárainak felügyelője, Ámon első hercege                         | Sejh Abd el-Kurna | XVIII. dinasztia |
| TT398  | Kamosze (Nentowaref)        | A Kap gyermeke                                                                      | Sejh Abd el-Kurna |                  |
| TT399  | Ismeretlen                  |                                                                                     | Sejh Abd el-Kurna | Ramesszida kor   |
| TT399A | Penrennu                    |                                                                                     | Sejh Abd el-Kurna | Ramesszida kor   |
| TT400  | Ismeretlen                  |                                                                                     | Sejh Abd el-Kurna |                  |

### TT401–TT415
| Jelzés | Tulajdonos      | Tulajdonos címe                                     | Hely              | Fáraó/dinasztia |
| ------ | --------------- | --------------------------------------------------- | ----------------- | --------------- |
| TT401  | Nebszeni        | Ámon aranyműveseinek felügyelője                    | Dirá Abu el-Naga  |                 |
| TT402  | Ismeretlen      |                                                     | Dirá Abu el-Naga  |                 |
| TT403  | Merimaat        | Templomi írnok                                      | Sejh Abd el-Kurna | Ramesszida kor  |
| TT404  | Ahamenerau      | I. Amenirdisz és II. Sepenupet főpapnők fő háznagya | El-Asszaszif      |                 |
| TT405  | Henti           | Nomarkhosz                                          | El-Khokha         | Első átm. kor   |
| TT406  | Piai            | A Két Föld Ura oltárának írnoka                     | El-Asszaszif      |                 |
| TT407  | Bentenduanetjer | Az isten feleségének kamarása                       | El-Asszaszif      |                 |
| TT408  | Bakenamon       | Ámon birtoka munkásainak főnöke                     | El-Asszaszif      |                 |
| TT409  | Szamut (Kiki)   | Ámon birtoka jószágainak számadója                  | El-Asszaszif      | XIX. dinasztia  |
| TT410  | Mutirdisz       | Az isten papnőinek fő követője, talán Ini lánya     | El-Asszaszif      |                 |
| TT411  | Pszammetik      |                                                     | El-Asszaszif      |                 |
| TT412  | Kenamon         | Királyi írnok                                       | El-Asszaszif      |                 |
| TT413  | Unaszanh        | Felső-Egyiptom elöljárója                           | El-Asszaszif      |                 |
| TT414  | Anhhór          | Memphisz polgármestere                              | El-Asszaszif      | XXVI. dinasztia |
| TT415  | Amenhotep       | Ámon főorvosa                                       | El-Asszaszif      |                 |

## Más sírok
A csillaggal jelölt sírok pontos helye feledésbe merült.
| Jelzés        | Tulajdonos                             | Tulajdonos címe               | Hely                   | Fáraó/dinasztia    |
| ------------- | -------------------------------------- | ----------------------------- | ---------------------- | ------------------ |
| Nebamon sírja | Nebamon                                | A magtár írnoka és számlálója | Talán Dirá Abu el-Naga |                    |
| AN B          | Talán I. Amenhotep és Ahmesz-Nofertari |                               | Dirá Abu el-Naga       |                    |
| B1*           | Mehehi                                 | Ámon papja                    | El-Khokha              | Ramesszida kor     |
| B2*           | Amennoferu                             | Az előudvar papja             | El-Khokha              | XVIII. din. közepe |
| B3*           | Hauf                                   |                               | El-Khokha              | Későkor            |
| B4 (TT41)     |                                        |                               | El-Khokha              |                    |
| B4 (TT386)    |                                        |                               | El-Khokha              |                    |
| C.3*          | Amenhotep                              |                               | Sejh Abd el-Kurna      |                    |
| C.8*          | Naht                                   |                               | Sejh Abd el-Kurna      |                    |

### A-sorozat
| Jelzés                | Tulajdonos                 | Tulajdonos címe                                                              | Hely             | Fáraó/dinasztia              |
| --------------------- | -------------------------- | ---------------------------------------------------------------------------- | ---------------- | ---------------------------- |
| A1                    | Amenemhat                  | ka-pap                                                                       | Dirá Abu el-Naga | XVIII. dinasztia             |
| A2 („Táncosok sírja”) | ismeretlen                 |                                                                              | Dirá Abu el-Naga | XVII. dinasztia              |
| A3                    | Rer                        | rendőrfőnök                                                                  | Dirá Abu el-Naga | Újbirodalom                  |
| A4                    | Sziuszer                   | írnok, a magtárak felügyelője, a Déli Város nagyja                           | Dirá Abu el-Naga | Hatsepszut, III. Thotmesz    |
| A5                    | Noferhotep                 | a magtárak felügyelője                                                       | Dirá Abu el-Naga | III. Thotmesz, II. Amenhotep |
| A6                    | Dzsehutinofer (vagy Szenu) | a királyi mocsarak felügyelője                                               | Dirá Abu el-Naga | XX. dinasztia                |
| A7                    | Amenhotep                  | írnok                                                                        | Dirá Abu el-Naga | XVIII. dinasztia             |
| A8                    | Amenemhab                  | királyi írnok, a palota igazgatója, Ámon magtárainak felügyelője             | Dirá Abu el-Naga | I. Amenhotep                 |
| A9                    | ismeretlen                 |                                                                              | Dirá Abu el-Naga | II. Amenhotep                |
| A10                   | Dzsehutinefer              | királyi írnok, a kincstár felügyelője, a Nagy Ház felügyelője                | Dirá Abu el-Naga | XVIII. dinasztia közepe      |
| A11                   | Amon-Khaemuaszet           |                                                                              | Dirá Abu el-Naga | IV. Thotmesz előtt           |
| A12                   | Nebunenef                  | a mocsárlakók felügyelője Ámon földjein                                      | Dirá Abu el-Naga | XX. dinasztia(?)             |
| A13                   | Paimesz                    |                                                                              | Dirá Abu el-Naga | XVIII. dinasztia             |
| A14                   | ismeretlen                 |                                                                              | Dirá Abu el-Naga | II. Ramszesz                 |
| A15                   | Amenemheb                  | Ámon főportása                                                               | Dirá Abu el-Naga | XX. dinasztia                |
| A16                   | Thuthotep                  | királyi írnok, a Déli Város főnöke                                           | Dirá Abu el-Naga | XX. dinasztia                |
| A17                   | Uszerhat                   | a földmérők főnöke Ámon földjein                                             | Dirá Abu el-Naga | XX. dinasztia                |
| A18                   | Amenemopet                 | Ámon-Ré jövendőmondója, miniszter, Ámon főírnoka                             | Dirá Abu el-Naga | XX. dinasztia                |
| A19                   | Amenhotep                  | Thinisz kormányzója, a jövendőmondók felügyelője, a király bizalmas barátja  | Dirá Abu el-Naga | XVIII. dinasztia             |
| A20                   | (Pa)naht                   | Ámon magtárainak felügyelője                                                 | Dirá Abu el-Naga | I. Jahmesz                   |
| A21                   | ismeretlen                 |                                                                              | Dirá Abu el-Naga | késő XVIII. dinasztia(?)     |
| A22                   | Noferhebef                 | írnok, a gabona számlálója                                                   | Dirá Abu el-Naga | IV. Thotmesz                 |
| A23                   | Penasfit                   | Ámon, Mut és Ámon-Ré isteni tudósa, levelek írója(?), a kincstár felügyelője | Dirá Abu el-Naga | XX. dinasztia                |
| A24                   | Szimut                     | Ámon második prófétája, a kincstár felügyelője                               | Dirá Abu el-Naga | III. Amenhotep               |
| A25                   | ismeretlen                 |                                                                              | Dirá Abu el-Naga | XVIII. dinasztia             |
| A26                   | ismeretlen                 |                                                                              | Dirá Abu el-Naga | XX. dinasztia                |
| A27                   | Szai                       | az oltár királyi írnoka                                                      | Dirá Abu el-Naga | Újbirodalom                  |
| A28                   | Naht                       |                                                                              | Dirá Abu el-Naga | XX. dinasztia                |

### B-sorozat
| Jelzés | Tulajdonos | Tulajdonos címe          | Hely   | Fáraó/dinasztia |
| ------ | ---------- | ------------------------ | ------ | --------------- |
| B1     | Mehi       | Ámon uab-papja Karnakban | Khokha | III. Ramszesz   |
| B2     | Amonnoferu | uab-pap                  | Khokha | III. Thotmesz   |
| B3     | Hauf       | Ámon konyhafőnöke        | Khokha | XXVI. dinasztia |

### C-sorozat
| Jelzés | Tulajdonos      | Tulajdonos címe                                                           | Hely              | Fáraó/dinasztia              |
| ------ | --------------- | ------------------------------------------------------------------------- | ----------------- | ---------------------------- |
| C1     | Amenhotep       | Ámon ácsainak felügyelője                                                 | Sejh Abd el-Kurna | III. Amenhotep               |
| C2     | Amenemhat       |                                                                           | Sejh Abd el-Kurna | I. Jahmesz, I. Amenhotep     |
| C3     | Amenhotep       | a kincstárnok helyettese                                                  | Sejh Abd el-Kurna | III. Thotmesz, II. Amenhotep |
| C4     | Merimaat        | Maat uab-papja                                                            | Sejh Abd el-Kurna | késő XVIII. dinasztia        |
| C5     | ismeretlen      |                                                                           | Sejh Abd el-Kurna | késő XVIII. dinasztia        |
| C6     | Ipi             | IV. Thotmesz templomi hajóinak felügyelője                                | Sejh Abd el-Kurna | IV. Thotmesz                 |
| C7     | Hormesz         | a Ramesszeum kincstárőrségének felügyelője                                | Sejh Abd el-Kurna | II. Ramszesz                 |
| C8     | Naht            | Ámon madárketreceinek felügyelője                                         | Sejh Abd el-Kurna | XVIII–XIX. dinasztia         |
| C10    | Panenrenu       | a felajánlások írnoka                                                     | Sejh Abd el-Kurna | XVIII. dinasztia             |
| C11    | Nebseni         | Ámon aranyműveseinek felügyelője, minden arany- és ezüstmunka felügyelője | Sejh Abd el-Kurna | III. Thotmesz                |
| C12    | Meh             | a kapuk felügyelője                                                       | Sejh Abd el-Kurna | datálatlan                   |
| C13    | ismeretlen      |                                                                           | Sejh Abd el-Kurna | XX. dinasztia                |
| C14    | Anhefendzsehuti |                                                                           | Sejh Abd el-Kurna | XXVI. dinasztia              |
| C15    | ismeretlen      | a Két Ház aranyának felügyelője, a Két Ház ezüstjének felügyelője         | Sejh Abd el-Kurna | III. Thotmesz                |

### D-sorozat
| Jelzés | Tulajdonos         | Tulajdonos címe                  | Hely         | Fáraó/dinasztia |
| ------ | ------------------ | -------------------------------- | ------------ | --------------- |
| D1     | Nehi               | Núbia alkirálya, Dél kormányzója | Qurnet Murai | III. Thotmesz   |
| D2     | Petersszuemhebszed |                                  | Qurnet Murai |                 |
| D3     | Amenemhab          | […] igazgatója                   | Qurnet Murai | III. Thotmesz   |

### E-sorozat
| Jelzés | Tulajdonos | Tulajdonos címe | Hely             | Fáraó/dinasztia |
| ------ | ---------- | --------------- | ---------------- | --------------- |
| E1     | Amenhotep  |                 | Asszaszif        | XIX. dinasztia  |
| E2     | Nebamon    | a gabona írnoka | Dirá Abu el-Naga | III. Amenhotep  |

## Szaffsírok
Mintegy 300–400 szaffsír van a mai Naga at-Tarif lakóházai alatt. Nagy részük kutathatatlan, ismeretlen. Négy uralkodósír is van közöttük:
- I. Montuhotep
- I. Antef; Szaff el-Davaba
- II. Antef; Szaff el-Kiszászijja
- III. Antef; Szaff el-Bakar